# Joo Da-young
Joo Da-young (* 16. Juni 1995) ist eine südkoreanische Schauspielerin.

## Karriere
2008 spielte sie in dem Film Crossing eine Nebenrolle. Der Film wurde als südkoreanischer Beitrag für den Oscar für den besten fremdsprachigen Film eingereicht. Der Film handelt von dem Schicksal von Nordkoreanern, die die Grenze nach China überqueren.

## Filmografie

### Filme
- 2004: Brotherhood – Wenn Brüder aufeinander schießen müssen
- 2004: Dead Friend (령 Ryeong)
- 2008: Crossing (크로싱 Keurosing)
- 2009: Private Eye (그림자 살인 Geurimja Sarin)
- 2009: White Knight (백야행: 하얀 어둠 속을 걷다 Baekyahaeng: Hayan Eodum Sok-eul Geotda)
- 2010: Bomini (Kurzfilm)
- 2011: Persimmon
- 2013: Farewell
- 2014: Mentor (Kurzfilm)
- 2014: Mourning Grave (소녀괴담 Sonyeo Goedam)
- 2015: Hips Don’t Lie (엉덩인거짓말안해)

### Fernsehserien
- 1999: TV Novel: Sister’s Mirror (누나의 거울 Nuna-ui Geoul, KBS)
- 2001: TV Novel: Plum Sonata (매화연가 Maehwayeonga, KBS)
- 2003: Dae Jang Geum (대장금, MBC)
- 2003: Not Divorced (나는 이혼하지 않는다 Naneun Ihonhaji Anneunda, KBS2)
- 2005: Nonstop (논스톱, Episode 3, MBC)
- 2006: Ballad of Seodong (서동요 Seodong-yo, Episode 55, SBS)
- 2008: King Sejong the Great (대왕 세종 Daewang Sejong, KBS2)
- 2010: Chuno (추노, KBS2)
- 2010: The Great Merchant (거상 김만덕 Geosang Kim Man-deok, KBS)
- 2010: Face Me and Smile (마주보며 웃어 Majubomyeo Useo, EBS)
- 2011: Real School! (레알스쿨, MBC Every 1)
- 2011: Twinkle Twinkle (반짝반짝 빛나는 Banjjak Banjjak Bitnaneun, MBC)
- 2011: High Kick: Revenge of the Short Legged (하이킥! : 짧은 다리의 역습, Episode 37, MBC)
- 2012: Feast of the Gods (신들의 만찬 Sin-deul-ui Manchan, MBC)
- 2012: Holy Land (홀리랜드, Super Action)
- 2012: Ugly Cake (못난이 송편 Matnani Songpyeon, MBC)
- 2013: Childless Comfort (무자식 상팔자 Mujasik Sangpalja, Episode 32, jTBC)
- 2014: Inspiring Generation (감격시대 Gamgyeok Sidae, KBS2)
- 2015: Dr. Frost (닥터 프로스트, OCN)
- 2015: Masked Prosecuter (복면검사 Bongmyeon Gamsa, KBS2)